# هالی گدار جونز
هالی گدار جونز (انگلیسی: Holly Goddard Jones) نویسنده رمان و داستان کوتاه اهل آمریکا است.

## زندگی
جونز در راسلویل کنتاکی متولد و بزرگ شد. پس از پایان دوره متوسطه به دانشگاه وسترن کنتاکی رفت تا در رشته روزنامه‌نگاری تحصیل کند، اما پس از ۱سال به رشته زبان انگلیسی در دانشگاه کنتاکی تغییر رشته داد. جونز پس از اتمام دوره کارشناسی به دانشگاه اوهایو رفت و در رشته هنرهای زیبا کارشناسی ارشد گرفت. او در سال ۲۰۰۹ اولین کتابش به نام مشکل دختر را منتشر کرد که مجموعه‌ای از داستان‌های کوتاهی بود که پیش از این در نشریات گوناگون چاپ شده بود. دومین رمانش با نام دفعه بعد که مرا می‌بینی در سال ۲۰۱۳ منتشر شد که با استقبال خوب منتقدان نشریاتی چون نیویورک تایمز، یواس‌ای تودی و شیکاگو تریبون مواجه شد.

جونز در حال حاضر در دانشگاه گرینزبوروی کارولینای شمالی تدریس می‌کند.